# سلاتینا (نووی پازار)
سلاتینا (به صربی: Slatina) یک منطقهٔ مسکونی در صربستان است که در شهرستان نووی پازار واقع شده‌است.